# Червона планета (роман)
«Червона планета» (англ. Red Planet) — науково-фантастичний роман Роберта Гайнлайна з його серії романів для юнацтва, головними героями якого є двоє підлітків з марсіанської школи-інтернату. Вперше опублікований 1949 року з рядом змін. Після смерті Гайнлайна у Del Rey Books була видана початкова версія книги.

## Сюжет
Двоє підлітків із марсіанських колоністів, Джим Марло і Френк Саттон, вирушають на навчання до Академії імені Ловелла у марсіанському поселенні Малий Сирт. Джим бере з собою домашнього улюбленця з місцевої фауни — «стрибунця» Вілліса, що має розмір як волейбольний м'яч, інтелект людської дитини та абсолютну пам'ять на почуті звуки, які він може також добре відтворювати. В районі проміжної станції по дорозі до академії хлопці відвідують стародавнє марсіанське місто, де знайомляться з марсіанами і беруть участь в ритуалі розділення води, стаючи таким чином близькими друзями марсіанина, якого звати Гекко.
У школі Джим одразу ж починає конфліктувати з новим директором Хоу, який намагається встановити авторитарні порядки для учнів та конфіскує Вілліса, оскільки не дозволяє тримати домашніх улюбленців. Джим і Френк визволяють Вілліса з директорського кабінету, після чого стрибунець повторює дві почуті ним розмови між Гоу та Бічером, колоніальним адміністратором Марса, з яких дізнаються, що Лондонський зоопарк заплатив би велику суму за марсіанського стрибунця. Крім того, Бічер планує скасувати щорічні міграції колоністів, змусивши їх зимувати у важких умовах марсіанської зими. Хлопці здійснюють втечу із академії, щоб попередити батьків у колонії.
Попри те, що до дому тисячі миль, хлопці вирушають в далеку дорогу на ковзанах по замерзлому марсіанському каналу. По дорозі Френк важко занедужує, за втікачами починається погоня, але хлопців рятують їхні марсіанські друзі, які приймають їх через відношення Джима до Вілліса і водній дружбі з Гекко. Марсіани виліковують хворобу Френка і відправляють їх додому на швидкісному «метро».
Після попередження батько Джима швидко організує міграцію, сподіваючись застати Бічера зненацька. Колоністи добираються до Малого Сирта і тимчасово поселяються у школі-інтернаті. Гоу зачинається у своєму кабінеті, а Бічер бере в осаду будівлю школи, при спробі покинути її було вбито декілька беззбройних колоністів. Осадженим не залишається нічого іншого, ніж дати відсіч, вони організовують нічну вилазку, участь в якій беруть і Джим з Френком, та захоплюють Бічера в його офісі, проголосивши автономію Марса.
У цей час на заклик Джима про допомогу підходять декілька марсіан, які входять у школу і вирушають до кабінету Гоу, після чого той безслідно зникає. Потім марсіани те ж саме роблять з іншим кривдником Вілліса, Бічером. До цього марсіани дозволили людям поселитися на їхній планеті, але загроза Бічера щодо Вілліса змусила їх переглянути це питання. Вони висувають колоністам ультиматум: покинути планету яким завгодно способом. Доктор Макрей веде переговори з марсіанами й вмовляє їх дозволити колоністам залишитися, переважно завдяки міцній дружбі Джима з Віллісом. Макрей припустив, що марсіани починають життя як стрибунці, перетворюються далі в дорослих, а потім продовжують існувати після смерті як «старійшини». Зрештою Джиму залишається лише змиритися з тим, що Вілліс покине його і почне доросле життя.

## Зв'язок з твором«Чужинець на чужині»
Життєвий цикл марсіан (як його уявляв доктор Макрей) такий же, як в «Чужинці на чужині». В цьому романі «старійшини» також живуть в двох площинах буття: фізичній і нематеріальній. Крім того, ритуал поділу води друзями присутній і в «Чужинці …». Також збігається здатність марсіан здійснити безслідне зникнення предмета або людини, яка відіграє важливу роль в цьому романі.
Загальний опис марсіанського суспільства також характеризується повагою до свободи. Так, наприклад, марсіанин Гекко був особливо незадоволений, коли зрозумів сутність Лондонського зоопарку; Майк в «Чужинці …» відчував почуття «неправильності» щодо кліток, коли вперше побачив тварин в клітках зоопарку, і він навіть спочатку хотів звільнити їх.

## Відгуки критиків
Джек Вільямсон схарактеризував «Червону планету» як перший реальний успіх письменника в цій серії, відмітивши, що «Гайнлайн відшукав правильний напрямок… Світ Марса вибудуваний логічно і рясніє переконливими деталями, а персонажі привабливі та діють природно».
Пітер Міллер в огляді оригінального видання похвалив роман за «правдоподібність, увагу до деталей, яка добре відома дорослим читачам Гайнлайна… Пояснення ніде не затягується занадто, а сюжет розвивається найприроднішим способом».